# Resolutie 1518 Veiligheidsraad Verenigde Naties
Resolutie 1518 van de Veiligheidsraad van de Verenigde Naties werd op 24 november 2003 met unanimiteit aangenomen door de VN-Veiligheidsraad, en richtte een comité op in verband met de sancties tegen voormalige hoge Iraakse functionarissen en staatsondernemingen.

## Achtergrond
Op 2 augustus 1990 viel Irak zijn zuiderbuur Koeweit binnen en bezette dat land. De Veiligheidsraad veroordeelde de inval onmiddellijk en later kregen de lidstaten carte blanche om Koeweit te bevrijden. Eind februari 1991 was die strijd beslecht en legde Irak zich neer bij alle aangenomen VN-resoluties. Het land werd vervolgens verplicht te ontwapenen door onder meer al zijn massavernietigingswapens te vernietigen. Daaraan werkte Irak echter slechts met grote tegenzin mee, tot grote woede van de Verenigde Staten, die het land daarom in 2003 opnieuw binnenvielen.

## Inhoud

### Waarnemingen
Middels resolutie 1483 had de Veiligheidsraad het comité dat met resolutie 661 (1990) was opgericht opgeheven (de
resolutie beëindigde tevens het olie-voor-voedselprogramma).

### Handelingen
De Veiligheidsraad besloot een comité op te richten om verder de personen en entiteiten te identificeren en op te lijsten waarnaar in resolutie 1483 verwezen werd (met andere woorden: Iraakse overheidsinstellingen, -bedrijven en -agentschappen, Saddam Hoessein, hoge functionarissen van diens regime, hun families en entiteiten die door hen werden gecontroleerd; hun bezittingen moesten worden bevroren en zelfs afgenomen).

## Verwante resoluties
- Resolutie 1500 Veiligheidsraad Verenigde Naties
- Resolutie 1511 Veiligheidsraad Verenigde Naties
- Resolutie 1538 Veiligheidsraad Verenigde Naties (2004)
- Resolutie 1546 Veiligheidsraad Verenigde Naties (2004)

Lijst ·  1455 ·  1456 ·  1457 ·  1458 ·  1459 ·  1460 ·  1461 ·  1462 ·  1463 ·  1464 ·  1465 ·  1466 ·  1467 ·  1468 ·  1469 ·  1470 ·  1471 ·  1472 ·  1473 ·  1474 ·  1475 ·  1476 ·  1477 ·  1478 ·  1479 ·  1480 ·  1481 ·  1482 ·  1483 ·  1484 ·  1485 ·  1486 ·  1487 ·  1488 ·  1489 ·  1490 ·  1491 ·  1492 ·  1493 ·  1494 ·  1495 ·  1496 ·  1497 ·  1498 ·  1499 ·  1500 ·  1501 ·  1502 ·  1503 ·  1504 ·  1505 ·  1506 ·  1507 ·  1508 ·  1509 ·  1510 ·  1511 ·  1512 ·  1513 ·  1514 ·  1515 ·  1516 ·  1517 ·  1518 ·  1519 ·  1520 ·  1521